# Les Sorciers de l'île aux singes
Pour plus de détails, voir Fiche technique et Distribution.
Les Sorciers de l'île aux singes (Safari Express) est un film d'aventure italo-ouest-allemand sorti en 1976 et réalisé par Duccio Tessari.
C'est la suite d'Africa Express de Michele Lupo, sorti un an plus tôt.

## Synopsis
John Baxter travaille comme guide en Afrique pour la société Safari Express. Lors d'un safari, son animal de compagnie, le chimpanzé Biba, trouve une jeune femme, Miriam, qui a perdu la mémoire. John l'emmène à la mission du père Gasperini, située à proximité. Le lendemain, le riche Hollandais van Daalen propose à John et Howard 100 000 dollars s'ils acceptent de faire une livraison au chef Udin. Le frère de ce dernier, avec lequel il est en conflit, est cependant un ami de John, raison pour laquelle il refuse. Howard accepte de se charger seul de la livraison.
Plusieurs tentatives de meurtre sont perpétrées contre John et Miriam. Elle finit par retrouver la mémoire lorsque Udin attaque la station de la mission et exige qu'on lui rende sa femme. Elle faisait partie — tout comme Van Daalen — d'une expédition qui a trouvé de l'uranium. Les membres de l'expédition ont été victimes d'une attaque de la tribu d'Udin, seuls Miriam et van Daalen, qui s'est allié à Udin, ont survécu. Van Daalen a offert à Udin son soutien dans la lutte contre son frère en échange des droits d'extraction de l'uranium. John empêche à la fois la livraison d'armes prévue à Udin et la tentative suivante de van Daalen de bombarder le frère d'Udin et sa tribu depuis un avion.
Après avoir empêché les machinations de van Daalen, John et Miriam veulent partir pour se marier. Mais la chimpanzé Biba, jalouse, réussit à saboter ce projet.

## Fiche technique
Sauf indication contraire, les informations mentionnées dans cette section peuvent être confirmées par la base de données cinématographiques IMDb,  présente dans la section « Liens externes ».
- Titre original : Safari Express[2]
- Titre français : Les Sorciers de l'île aux singes [3]
- Réalisateur : Duccio Tessari
- Scénario : Bruno Corbucci, Mario Amendola, Duccio Tessari, Gianfranco Clerici, Antonio Exacoustos
- Photographie : Claudio Cirillo
- Montage : Eugenio Alabiso
- Musique : Guido et Maurizio De Angelis
- Décors : Giovanni Agostinucci
- Trucages : Walter Cossu
- Costumes : Luca Sabatelli (it)
- Producteurs : Salvatore Alabiso, Willi Welker
- Société de production : Tritone Filmindustria Srl, Deutsche Fox Film GmbH
- Pays de production :  Italie -  Allemagne de l'Ouest
- Langue de tournage : italien
- Format : Couleur (Eastmancolor) - 2,35:1 - Son mono - 35 mm
- Genre : Comédie d'aventure
- Durée : 98 minutes
- Dates de sortie :	
  - Italie : 29 septembre 1976
  - France : 25 juillet 1979

## Distribution
- Giuliano Gemma : John Baxter
- Ursula Andress : Miriam
- Jack Palance : Van Daalen
- Peter Martell : Howard Spring
- Giuseppe Maffioli (it) : Père Gasperin
- Enzo Bottesini (it) : Sergent Ryan
- Manfred Freyberger : Le directeur du Safari Express
- Ilse Zaal
- Raf Baldassarre
- Giovanni Petrucci
- Arnaldo Dell'Acqua (it)
- Lorenzo Fineschi : L'assistant de Van Daalen
- Lorella De Luca : La touriste américaine

## Tournage
Le film a été tourné en avril 1976 aux studios Incir De Paolis et les extérieurs ont été tournés au Zimbabwe.